# Lendlease (azienda)
Lendlease è una società immobiliare operante nel settore delle infrastrutture con sede a Sydney, in Australia.
La società è attiva in oltre 40 paesi in tutto il mondo e opera in diversi settori legati alle infrastrutture: costruzioni di opere pubbliche e private, sviluppi e gestioni immobiliari, rigenerazioni urbane, gestione degli investimenti di fondi immobiliari non quotati e partenariati pubblico-privati (PPP) per lo sviluppo delle installazioni. La sede è a Barangaroo, Nuovo Galles del Sud, Australia.

## Storia
La società venne fondata come Lend Lease, nel 1958 da G.J. "Dick" Dusseldorp, ingegnere idraulico olandese, per fornire finanziamenti per i contratti di costruzione. Nel 1961 la società acquisì Civil & Civic da Bouwbedrijf di Bredero.
Lend Lease venne quotata per la prima volta nell'ASX nel 1962. Negli anni Lend lease ha iniziato ad operare in altri paesi, negli Stati Uniti nel 1971 e a Singapore nel 1973.
Nel 1982, Lendlease ha acquisito il 50% di MLC Life Limited e nel 1985 ha acquisito il resto della società. La filosofia di investimento multi-manager e multi-stile di MLC è stata introdotta nel 1986. Successivamente è stata venduta alla National Australia Bank nel 2000 per 4,56 miliardi di dollari, una delle più grandi fusioni nella storia aziendale australiana.
Nel 1983 viene istituita la Lend Lease Foundation, un'organizzazione di beneficenza, per assistere le comunità e i dipendenti.
Nel corso degli anni, Lend Lease ha effettuato diverse acquisizioni tra cui MLC Life nel 1982, MILCON di Actus Corporation e attività di gestione della costruzione di servizi tecnici nel 1999, attività di mutui commerciali di Amresco nel 2000, Delfin Property Group nel 2001, Bovis Construction e Crosby Homes negli anni 2000 e DASCO e Valemus (precedentemente Bilfinger Berger Australia) nel 2011. Nel 2013, la società ha ceduto le sue case di riposo per anziani ad Allity.
Nel 2015, in seguito ad un'operazione di rebranding aziendale, il nome della società venne unificato in Lendlease.
La pandemia globale di COVID-19 ha portato alla chiusura forzata dei cantieri durante i primi anni del 2020, danneggiando i ricavi. Nel febbraio 2022, Lendlease ha riportato una perdita di primo semestre di 264 milioni di dollari, che ha attribuito ai costi di ristrutturazione straordinari, ai problemi legati a COVID-19 e alle vendite di asset. L'azienda ha tagliato circa 360 posti di lavoro e ha ottenuto risparmi per 160 milioni di dollari. Un miglioramento del secondo semestre dell'anno finanziario ha visto l'azienda chiudere l'anno con una perdita di 99 milioni di dollari, dopo 333 milioni di dollari in svalutazioni su operazioni esistenti, una diminuzione del 61% del margine operativo lordo a 18 milioni di dollari e un calo del 24% dei profitti.

## Controversie
Nel 2008, dopo che due vigili del fuoco sono morti durante un incendio scoppiato nel Deutsche Bank Building, un grattacielo di Manhattan demolito a seguito degli attacchi dell'11 settembre, Lendlease e la John Galt Corporation, una società di abbattimento dei subappaltatori, sono state accusate di gravi violazioni in materia di sicurezza sul lavoro, in base all'OSHA.
Nel 2012, Lendlease ha accettato di pagare una multa di 56 milioni di dollari e di restituire i soldi che aveva indebitamente incassato dai suoi clienti. La società aveva ammesso di aver truffato il governo e i suoi clienti privati per un decennio, fino al 2009, eludendo le regole sull'assunzione di donne e società unipersonali. La multa inflitta a Lendlease è stata la più alta nella storia della città.
Il 29 ottobre 2012, durante l'uragano Sandy, una gru da cantiere della Lendlease posta sull'One57, un grattacielo di New York alto 306 metri, è parzialmente crollata, costringendo migliaia di residenti ad abbandonare l'edificio per sei giorni. Il New York City Department of Buildings (DOB) ha ricevuto numerose lamentele riguardanti il cantiere e, nonostante la gru fosse stata esaminata e trovata in buone condizioni solo una settimana prima, i funzionari locali hanno descritto il crollo come uno "strano incidente".
Nell'ottobre 2020, su un cantiere di Lendlease presso l'Università Curtin, in Australia Occidentale, un lavoratore di 23 anni è stato ucciso e altri due sono rimasti gravemente feriti a causa del crollo del tetto di un nuovo edificio della School of Design and the Built Environment.